# Susan Philipsz
Susan Mary Philipsz (nacida en 1965) es una artista escocesa que ganó el Premio Turner 2010. Escultora de origen, es conocida sobre todo por sus instalaciones sonoras. Se graba a sí misma cantando versiones a capela de canciones que se reproducen a través de un sistema de megafonía en la galería o en otra instalación. Actualmente vive y trabaja en Berlín.

## Primeros años y educación
Philipsz nació en Maryhill, Glasgow, uno de seis hermanos. El padre de Philipsz es mitad birmano y creció en Birmania cuando era niño. La vida de su familia quedó "destrozada por la guerra" y él llegó al Reino Unido cuando tenía veinte años. En su juventud, Philipsz cantó en el coro de la iglesia católica local con sus hermanas, donde aprendió a armonizar.
De 1989 a 1993 estudió escultura en el Facultad de Arte y Diseño Duncan de Jordanstone de Dundee. Posteriormente obtuvo un máster en Bellas Artes (MFA) de la Universidad de Úlster, donde estudió entre 1993 y 1994.
De 2000 a 2001 fue artista residente de estudio en elMoMA PS1. Fue directora de Catalyst Arts en Belfast durante varios años. Philipsz está casada con el fotógrafo irlandés Eoghan McTigue.

## Obra

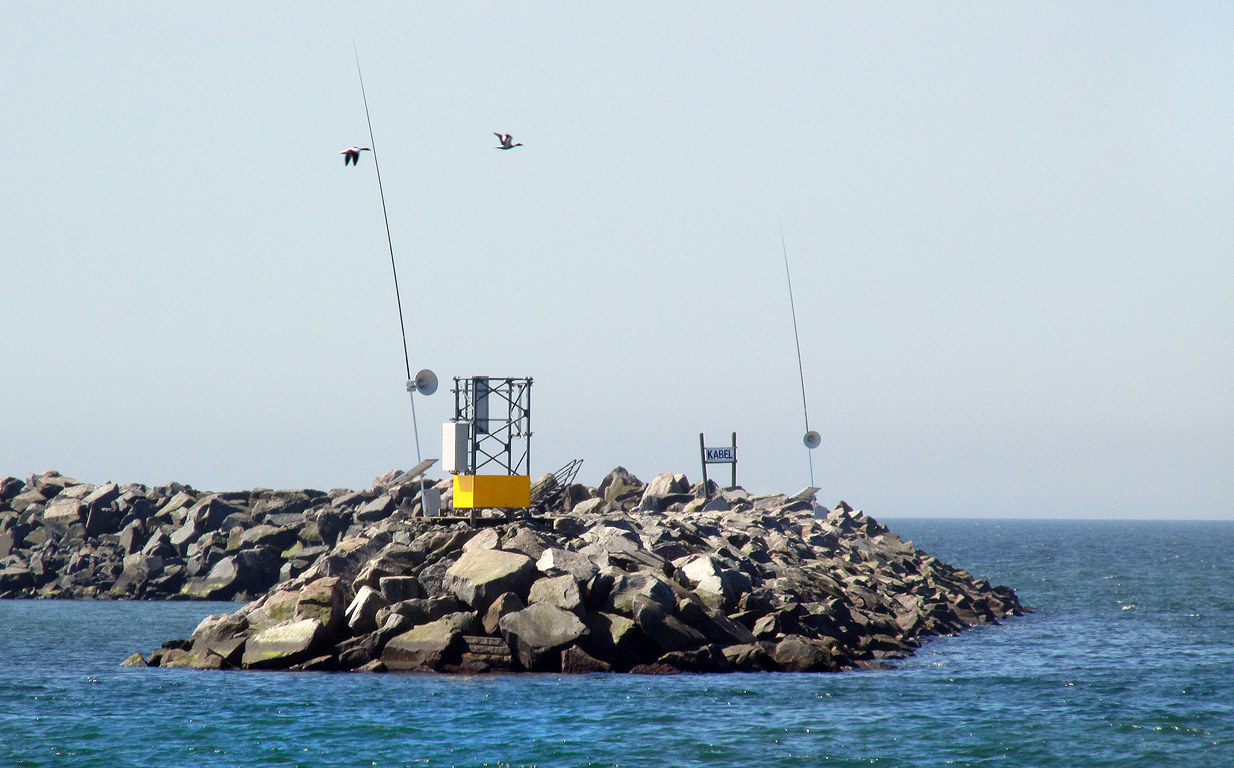
Los altavoces del rompeolas oeste a la entrada del puerto de Ystad, para la instalación sonora de Susan Philipsz "The Distant Sound"

Philipsz crea predominantemente instalaciones sonoras utilizando grabaciones de su propia voz que se reproducen en sitios geográficos específicos para "aumentar el compromiso del visitante con su entorno al tiempo que inspira una introspección reflexiva". Aunque Philipsz canta muchas de sus obras, un elemento clave de su trabajo es que tiene una voz promedio y sin entrenar. Philipsz no sabe leer ni escribir partituras. Según Philipsz: «Todos podemos identificarnos con una voz humana. Creo que escuchar una voz sin acompañamiento, sobre todo una sin formación, incluso si canta una canción que no conocemos, puede despertar recuerdos y asociaciones muy fuertes. Si hubiera ido a la escuela de música y hubiera tenido la formación adecuada, no estaría haciendo lo que hago hoy».
Su obra de 1998 "Filter", que consiste en versiones de canciones de Nirvana, Marianne Faithfull, Radiohead y The Velvet Underground, se ha reproducido en una estación de autobuses y en un supermercado Tesco. 
Su obra de 1999 "La Internacional" consiste en una versión solista a capela de la canción revolucionaria. Canta la balada irlandesa "The Lass of Aughrim" en su obra de 2000, The Dead.
En su obra de 2003, "Sunset Song", canta las partes masculinas y femeninas de la balada folclórica estadounidense del siglo XIX "Banks of the Ohio", con el nivel de volumen cambiando según los niveles de luz. Utilizó un vibráfono para su pieza de 2009, "No estás solo", encargada para el Observatorio Radcliffe en Oxford.
En 2010 recibió un encargo del Festival Internacional de Glasgow. Su pieza, "Lowlands", constaba de tres versiones de lo que ella llamó un lamento escocés del siglo XVI, "Lowlands Away". Fue reproducida bajo tres puentes sobre el río Clyde en Glasgow: el  puente George V, el puente ferroviario de Caledonia y el puente de Glasgow. "Lowlands" se presentó posteriormente en la Tate Britain, lo que le valió el Premio Turner en 2010.
Desarrollado para la documenta, Study for Strings (2012) hace riffs sobre una pieza orquestal compuesta en 1943 en el campo de concentración deTheresienstadt para músicos de allí. Para su grabación, Philipsz redactó las partes para todos los instrumentos excepto un violonchelo y una viola, dejando silencios conmovedores entre las notas dispersas de esos dos intérpretes.

## Exposiciones
Philipsz ha expuesto en la Bienal Internacional de Melbourne en 1999, en Manifesta 3 en Liubliana en 2000, en la Bienal de Tirana en 2001, en la Trienal de Arte Británico en la Tate Britain en 2003, en la 16.ª Bienal de Sídney en 2008 y en la 55.ª Bienal Internacional Carnegie en 2009. Realizó una exposición individual en el Instituto de Arte Contemporáneo en 2008.
Se le encargó crear una obra para la rotonda del Museo Solomon R. Guggenheim de la ciudad de Nueva York en 2010.
En 2011, el Museo de Arte Contemporáneo de Chicago le encargó a Philipsz la creación de una instalación sonora. Esta pieza titulada We Shall Be All se inspira en la historia laboral de Chicago, específicamente en el caso Haymarket de 1886 y en los Trabajadores Industriales del Mundo (IWW), también conocidos como los Wobblies. Parte de su exposición de 2011 en el MCA fue una presentación de su obra La Internacional en el atrio del edificio. Además de su exposición en el MCA, presentó su obra Pledge de 2002 en el Jane Addams Hull House Museum, ubicado en el campus de la Universidad de Illinois en Chicago.
En 2013, Philipsz fue incluida en Soundings: A Contemporary Score, la primera gran exposición de arte sonoro en el Museo de Arte Moderno de la ciudad de Nueva York. En 2016, su obra, "Part File Score", se exhibió en el Museo Hirshhorn.

## Reconocimientos
En 2003, Philipsz fue nominada para el premio Beck's Futures. En 2010, ganó el prestigioso Premio Turner por una instalación sonora que la muestra cantando tres versiones de un lamento escocés. Recibió el premio de 25.000 libras en una ceremonia en la Tate Britain que fue interrumpida por las protestas por los recortes educativos del gobierno británico. Ese mismo año fue preseleccionada para el premio Glenfiddich Spirit de Escocia.

### Honores
Fue nombrada Oficial de la Orden del Imperio Británico (OBE) en los Honores de Año Nuevo de 2014 por sus servicios al arte británico.